# St. Michael (Holzen)
Die römisch-katholische Filialkirche St. Michael in Holzen, einem Ortsteil der Gemeinde Buch am Erlbach im niederbayerischen Landkreis Landshut, gehört zum 2014 gegründeten Pfarrverband Steinzell im Erzbistum München und Freising und zum Dekanat Geisenhausen. Das Patrozinium des heiligen Michael wird am 29. September gefeiert. Die Kirche wird als Baudenkmal unter der Aktennummer D-2-74-121-11 geführt. Spuren von Vorgängerbauten werden als Bodendenkmal unter der Aktennummer D-2-7538-0309 und der Beschreibung „untertägige mittelalterliche und frühneuzeitliche Befunde im Bereich der Kath. Filialkirche St. Michael in Holzen, darunter Spuren von Vorgängerbauten bzw. älteren Bauphasen“ genannt.

## Geschichte
Eine Kirche in Holzen wurde erstmals 807 erwähnt. Damals erbaute der Edle Tiso auf seinem Erbgut in Holzen eine Kirche und – nachdem Bischof Atto sie konsekriert hatte – schenkte er sie mit seinem dortigen Besitz dem Freisinger Dom. Holzen wurde nochmals in einer Freisinger Urkunde im Zusammenhang mit einem Tauschgeschäft genannt: Am 4. April 846 überließ Bischof Erchanbert dem Edlen Hunrat tauschweise die Kirche und das Gut in Holzen, jedoch nur auf Lebenszeit. Nach Hunrats Tod fiel Holzen wieder an Freising. In der Urkunde von 846 wird Holzen eindeutig als zwischen Isar und Vils liegend beschrieben; eine Verwechslung mit einem gleichnamigen Ort ist somit nahezu ausgeschlossen.
Über den Vorgängerbau der heutigen Kirche ist nichts bekannt. Im Jahr 1740 sollte diese baufällig gewordene Kirche durch einen Neubau ersetzt werden. Dazu wurde Kostenvoranschläge von Erdinger Handwerkern eingeholt. Wohl wegen des in diesem Jahr beginnenden Österreichischen Erbfolgekrieges gelangten diese Neubaupläne zunächst nicht zur Ausführung. Bereits 1752 hieß es aber, die Kirche sei so baufällig, dass sie unverzüglich abgebrochen werden müsse. Wieder wurden Kostenvoranschläge von Erdinger Handwerkern eingeholt. Im Jahr 1753 erstellte der Erdinger Baumeister Johann Baptist Lethner (die Pfarrei Buch am Erlbach war damals dem Pfleggericht Erding zugeordnet) den Rohbau der heutigen Kirche im Rokokostil. Am 29. April 1754 wandte sich Pfarrer Josef Müllbauer an den Bischof, dass die Filialkirche in Holzen zwar ganz neu erbaut, ein Termin für die Weihe aber nicht bekannt sei. Da aber immer wieder ein Gottesdienst abgehalten werden müsse, vor allem Requien, bat er untertänigst, das in Altari portabili kundte celebriert werden. Dafür erteilte Bischof Johann Theodor am 4. Mai 1754 die Erlaubnis. Geweiht wurde der Bau allerdings erst am 1. Oktober 1776.
Im Juli 1986 musste wegen der Bauarbeiten an der Friedhofsmauer die Kirche wegen Einsturzgefahr gesperrt werden. Erst 1996 konnte die fällige Außenrenovierung,  1998/99 wurde eine Innenrenovierung durchgeführt. Am 18. September 1999 konnte St. Michael nach rund 13 Jahre „wiedereröffnet“ werden. Bei der Innenrenovierung versetzte der Kirchenmaler Hornsteiner aus Dorfen die Marmorierung von Seitenaltären und Kanzel sowie die Vergoldung der daran angebrachten Figuren wieder in den Originalzustand. Diese waren um 1930 neu gefasst worden.

## Architektur

### Außenbau
Die Kirche liegt erhöht in einem ummauerten Friedhof. Die nach Osten ausgerichtete Saalkirche umfasst einen eingezogenen Chor mit einem Joch und einer halbkreisförmigen Apsis sowie ein Langhaus mit drei Jochen und abgerundeten Ecken. Die bei der Renovierung 1975/76 angebrachte rot-weiße Fassadenfarbe wurde 1996 durch eine grün-weiße ersetzt. Der Außenbau wird durch weiße Lisenen und Friesbänder gegliedert. Oben am Chor befindet sich eine Attikazone mit Ochsenaugen. Das Portal an der Südseite des Langhauses stammt noch aus der Erbauungszeit der Kirche und ist mit kunstvollen Beschlägen versehen.
Die Sakristei ist südlich am Chor angebaut, der rund 22 Meter hohe Kirchturm an der Westseite des Langhauses. Der Unterbau umfasst vier quadratische Geschosse mit rundbogigen Blendnischen für Figuren. Der Oberbau besitzt abgeschrägte Kanten und wird von einer Zwiebelkuppel bekrönt.

### Innenraum
Chor und Langhaus werden von einem Tonnengewölbe mit Stichkappen überspannt. Dieses ruht auf breiten Pilastern, die gleichzeitig die Innenwände gliedern. Im rückwärtigen Bereich des Langhauses ist eine Empore eingezogen.

## Ausstattung
Der barocke Hochaltar entstand in der Zeit um 1670/90. Unklar ist, ob er aus der Vorgängerkirche oder aus einer anderen Kirche stammt. Er war ursprünglich um rund 30 Zentimeter niedriger. Das Altarblatt, das von zwei gewundenen Säulen flankiert wird, zeigt den Kirchenpatron Michael im Kampf mit dem Drachen. Ein Engel trägt auf einem Schild die lateinische Übersetzung seines Namens (Quis ut Deus). Im Altarauszug ist ein segnender Gottvater zu sehen. Seitlich stehen am Altar die Assistenzfiguren der Heiligen Vitus (links) und Antonius (rechts). Der Hochaltar wurde 1928 von dem Wartenberger Maler Zach neu gefasst.
Zur Ausstattung gehören zwei opulent gestalte Seitenaltäre und eine Kanzel, die im Rokokostil gehalten sind. Sie wurden 1758 von dem Schreiner Andreas Rauscher aus Berg ob Landshut ausgeführt. Die Figuren schuf der Landshuter Bildhauer Christian Jorhan der Ältere. Die Fassung besorgte 1761 der Erdinger Maler Franz Xaver Zellner. Die beiden Seitenaltar besitzen keine Säulen. Stattdessen tragen Konsolengel die Kapitelle und das Gebälk. Auf dem Altarblatt des nördlichen (linken) Seitenaltares ist die Verkündigung an Maria dargestellt. Als Assistenzfiguren fungieren der erste Bischof von Freising, Korbinian, und der heilige Rupert von Salzburg. Am südlichen (rechten) Seitenaltar ist auf dem Altarblatt eine Schutzengeldarstellung zu finden. Diese wird von Figuren der bäuerlichen Patrone Isidor und Notburga eingerahmt. Die Kanzel umfasst einen polygonalen Korpus, der von Eckpilastern gegliedert wird, und einen ebenfalls polygonalen Schalldeckel, auf dem eine Holzfigur des Guten Hirten steht. Die Marmorierung von Seitenaltären und Kanzel wurde 1998/99 von dem Kirchenmaler Hornsteiner aus Dorfen wieder in den Originalzustand versetzt.
Die Deckengemälde wurden 1753 von dem Wartenberger Maler Franz Josef Aiglstorffer geschaffen. Die über Chor und Langhaus verteilten Bilder stellen einen Kreuzzyklus dar. Jedes Bild ist – typisch für Aiglstorffer – mit einem Schriftband versehen, das einen kurzen lateinischen Text über dem Bild und eine Bildunterschrift in deutscher Sprache trägt.
An der Emporenbrüstung ist ein auf Blech gemalter Kreuzweg angebracht.

### Glocken
Die zwei Glocken wurden in den Jahren 1880 und 1922 gegossen.